# لاریسا میکوله
لاریسا میکوله (انگلیسی: Larisa Miculeț؛ زادهٔ ۸ نوامبر ۱۹۵۷) سیاست‌مدار اهل مولداوی است.
وی همچنین برندهٔ جوایزی همچون برنامه فولبرایت شده‌است.